# Pigeon John
Pigeon John, pseudonimo di John Kenneth Dunkin (Omaha, 30 novembre 1972), è un rapper statunitense.

## Biografia
Attivo dalla prima metà degli anni novanta, ha militato in gruppi quali i Brainwash Projects ed LA Symphony & Rootbeer facendosi notare soprattutto nelle serate a "microfono aperto" del Good Life Café, punto di partenza per parecchi artisti hip hop come i Jurassic 5 ed i Black Eyed Peas. Nei primi anni del 2000 diede inizio alla sua carriera solista, firmando un contratto con l'etichetta discografica The Telephone Co.

## Discografia

### Album in studio
- 2001 - Pigeon John Is Clueless (The Telephone Co.)
- 2003 - Pigeon John Is Dating Your Sister (The Telephone Co.)
- 2005 - Pigeon John Sings the Blues! (The Telephone Co.)
- 2006 - Pigeon John and the Summertime Pool Party (Mobile Home Recordings)
- 2010 - Dragon Slayer (Quannum Projects)
- 2014 - Encino Man (The Telephone Co.)
- 2016 - Good Sinner (Dine Alone Music)
- 2020 - Gotta Good Feelin' (Pigeon John Publishing/Kobalt)

### EP
- 2022 - The Bomb (20syl Remix)
- 2022 - The Bomb 10th Anniversary Remix
- 2022 - Hello Tomorrow

### Singoli
- 2003 - Originalz
- 2003 - Is Clueless
- 2003 - Life Goes On
- 2004 - Nothing Without You / Sleeping Giants
- 2007 - No Place (feat. Littrell)
- 2011 - The Bomb
- 2015 - Set It Loose
- 2019 - Runnin' It Now
- 2019 - They Don't Make Em Like Me
- 2020 - Gotta Good Feelin'
- 2020 - Geeshid
- 2020 - Pick It Up Again (Outta My Way)
- 2020 - The Greatest
- 2021 - The Bomb (10th Anniversary Chris Coady Mix)
- 2021 - The Bomb (Cut Chemist Remix)
- 2022 - Touch the Stars
- 2022 - The Bomb (Headnodic Remix)
- 2022 - Good Times Roll (feat. India Carney)
- 2022 - Falling
- 2023 - How It Should Look